# Roure
Roure (AFI: /roˈure/, Rore [ˈruˑre] in piemontese; dal 1939 al 1975 Roreto Chisone) è un comune italiano sparso di 755 abitanti della città metropolitana di Torino, in Piemonte.
Si trova in Val Chisone ed è situato nel territorio delle valli occitane.

## Geografia fisica
Il comune si trova nella media Val Chisone e si sviluppa principalmente lungo il corso del fiume Chisone. La massima elevazione raggiunta dal territorio comunale è il Monte Orsiera (2890 m).
Sulla destra orografica in corrispondenza della frazione Roreto si apre il Vallone di Bourcet, molto aspro e selvaggio nella sua parte bassa, che dopo circa duemila metri di dislivello culmina con la vetta del Becco dell'Aquila (2.809 m). All'inizio del vallone sono presenti la via ferrata "Nicola Ciardelli" e numerose vie di arrampicata di varie difficoltà (fino al VII grado).

## Origini del nome

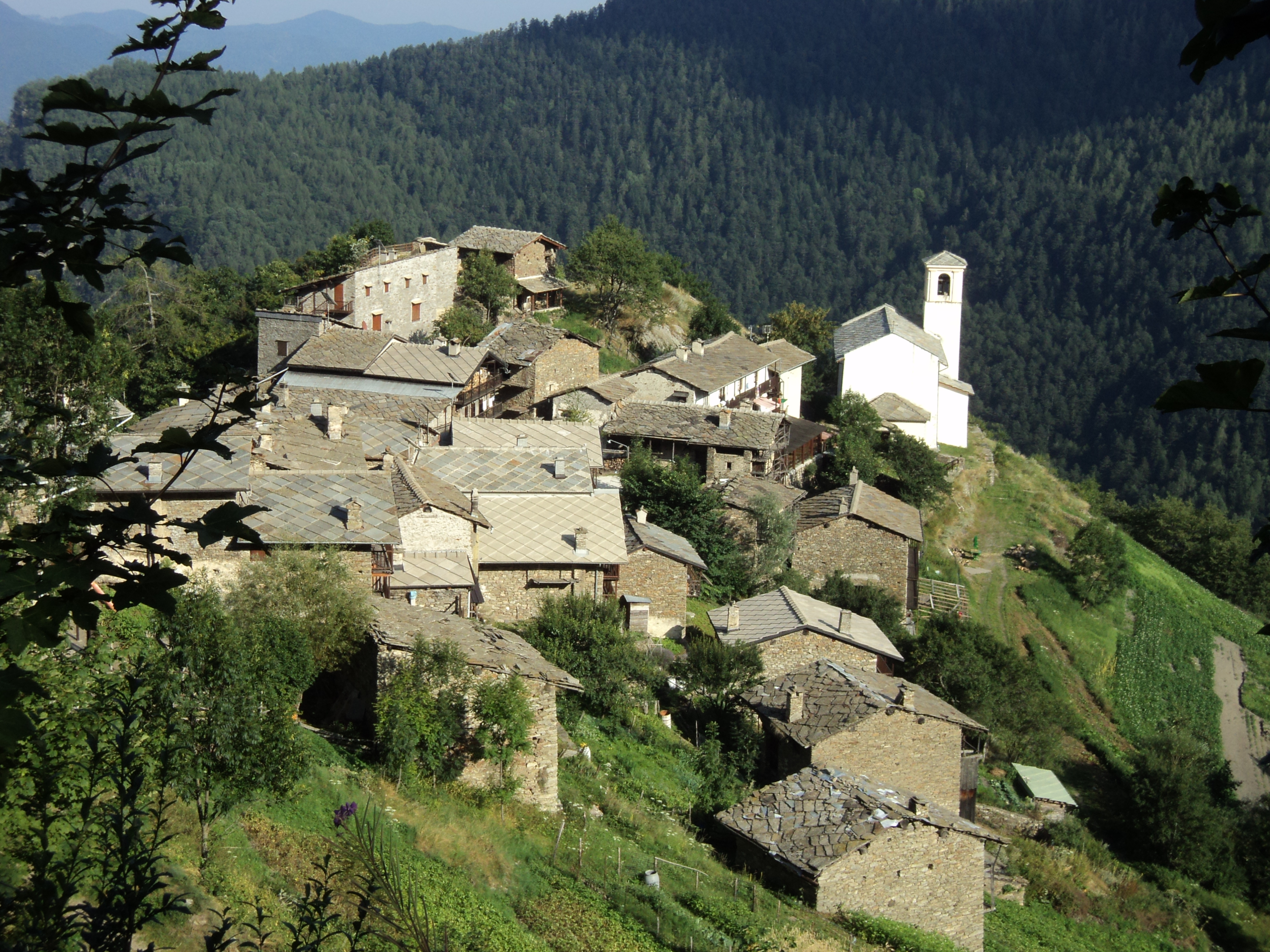
Frazione Chasteiran nel vallone di Bourcet

Il toponimo deriva dalla parola roure, che in occitano significa letteralmente "rovere, quercia", la quale a sua volta proviene dal sostantivo latino rōbur-rōboris, che indica "forza", "potenza", "resistenza" e "durezza", proprio come il legno di quercia o rovere, ed ha la medesima origine latina dei termini "robusto" e "robustezza".

## Storia
Nel periodo fascista il nome del comune, dal regime ritenuto francesizzante e non abbastanza italiano, fu mutato dapprima in Roreto nel 1937 e poi in Roreto Chisone nel 1939, con conseguente perdita dell'etimo originario, ma fu mantenuta la quercia nello stemma comunale. Tale nome rimase invariato fino al 1975, quando gli abitanti approvarono con referendum la proposta delle autorità comunali di ripristinare la precedente denominazione.

## Società

### Evoluzione demografica
Negli ultimi settanta anni, a partire dal 1951, la popolazione residente è dimezzata.
Abitanti censiti

## Amministrazione
Di seguito è presentata una tabella relativa alle amministrazioni che si sono succedute in questo comune.
| Periodo          | Periodo        | Primo cittadino          | Partito              | Carica  | Note  |
| ---------------- | -------------- | ------------------------ | -------------------- | ------- | ----- |
| 12 giugno 1985   | 26 maggio 1990 | Mario Giovanni Barale    | lista civica         | Sindaco | [ 6 ] |
| 26 maggio 1990   | 24 aprile 1995 | Mario Giovanni Barale    | Democrazia Cristiana | Sindaco | [ 6 ] |
| 24 aprile 1995   | 19 luglio 1998 | Mario Giovanni Barale    | -                    | Sindaco | [ 6 ] |
| 30 novembre 1998 | 27 maggio 2003 | Bruno Giovanni Lazzarini | lista civica         | Sindaco | [ 6 ] |
| 27 maggio 2003   | 13 aprile 2008 | Bruno Giovanni Lazzarini | lista civica         | Sindaco | [ 6 ] |
| 15 aprile 2008   | 27 maggio 2013 | Rino Tron                | lista civica         | Sindaco | [ 6 ] |
| 27 maggio 2013   | 10 giugno 2018 | Carlo Bouc               | -                    | Sindaco | [ 6 ] |
| 10 giugno 2018   | in carica      | Rino Tron                | lista civica         | Sindaco | [ 6 ] |

### Altre informazioni amministrative
Il comune ha fatto parte della comunità montana Valli Chisone e Germanasca e, in seguito, della comunità montana del Pinerolese.

## Frazioni, borgate e zone di interesse turistico
Il comune non ha un nucleo abitativo con lo stesso nome, ma è composto da quattro frazioni principali: Castel del Bosco, Balma, Roreto e Villaretto, ordinate a partire da Castel del Bosco, tra le quattro la frazione più in basso nella Val Chisone, confinante con il comune di Perosa Argentina; fino a Villaretto, posta a Nord-Ovest, rispetto alle altre, e confinante con il comune di Fenestrelle. La sede comunale si trova nella frazione Balma.
Oltre alle quattro frazioni principali, vi sono tante altre piccole borgate per lo più disabitate. Tra queste si possono individuare Serre del Bosco, Nouflieres, Vignal, Piccolo e Gran Faetto.
Per gli sportivi, nel vallone di Bourcet, raggiungibile attraversando il ponte presente sulla sinistra al termine di Roreto, salendo in direzione Nord-Ovest lungo la SS23 del Colle del Sestriere, son presenti numerose vie d'arrampicata e una ferrata, la Via ferrata Nicola Ciardelli.

## Laghi e bacini idrici
- Lago Ciardonnet 2558 m, Lago Jouglard 2365-2379 m, Lago La Gavia 2530 m, Lago Laus o della Mutta 2270 m, Lago la Manica 2369 m, Lago Rouen, Rouan o della Roussa 2391 m, Lago del Vallette 2300 m, Bacino di Villaretto e centrale idroelettrica 973 m Lago Malanotte.

## Fiumi
- Torrente Chisone, rio delle Selleries, rio delle Forche, torrente della Balma, rio del Vallette, rio del Jouglard, rio del Villaretto, rio Gorgie, rio di Malanotte.

## Rifugi nel comune di Roure Chisone e dintorni

### Rifugi e bivacchi nel comune di Roure Chisone
- Rifugio Selleries 2040 m (Parco Orsiera Rocciavrè),
- Rifugio Serafin Di Charrier (Chasteiran, Bourcet),
- Bivacco Lago Laus 2274 m (Parco Orsiera Rocciavrè),
- Bivacco del Jouglard 2031 m (Parco Orsiera Rocciavrè),
- Bivacco Monte Robinet - Cappella Madonna degli Angeli 2681 m (Parco Orsiera Rocciavrè, Coazze).

## Principali cime montuose e valloni

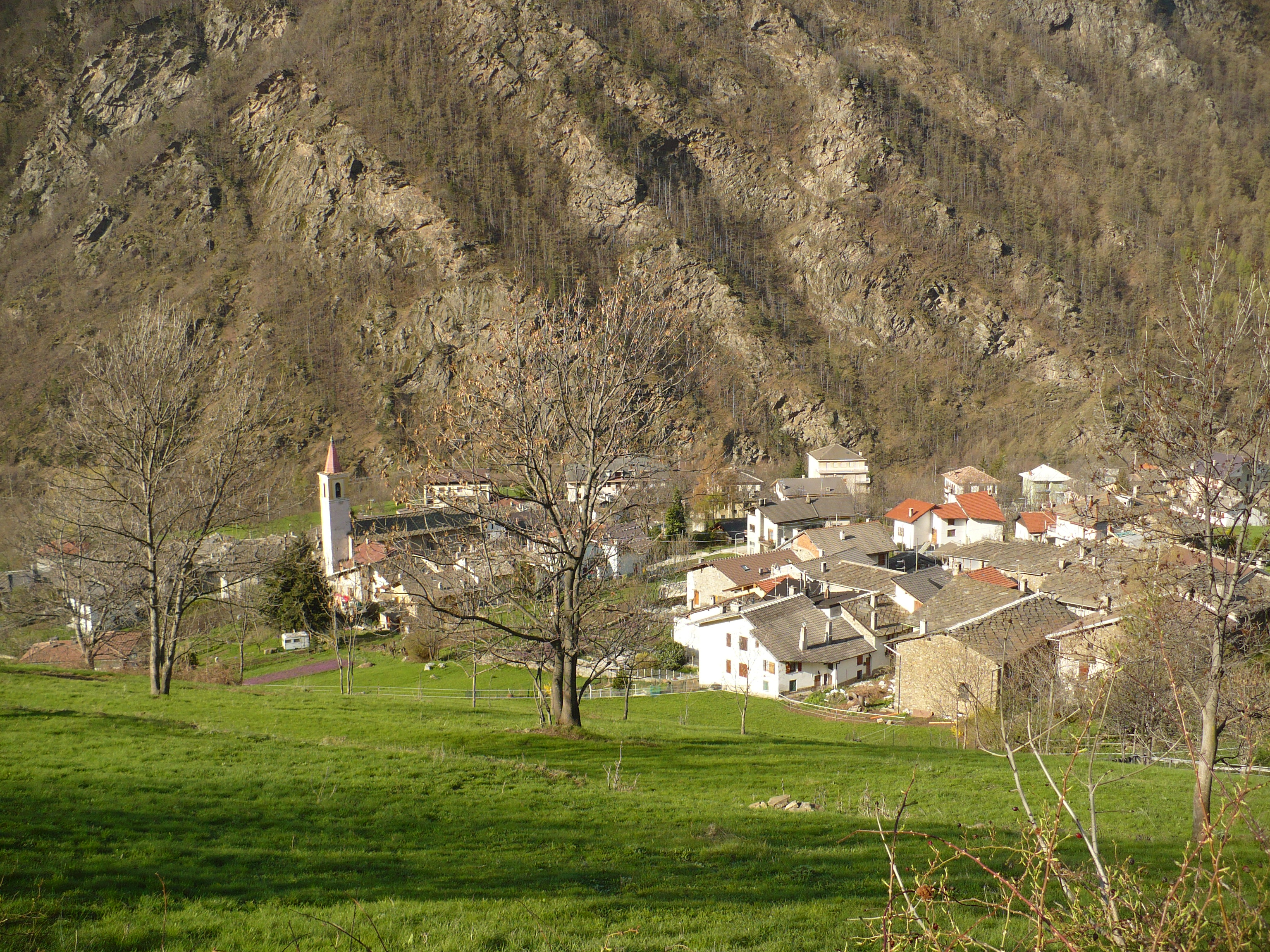
La frazione Villaretto

### Valloni
- Vallone di Garnier, Vallone di Bourcet, Vallone della Cleò, Vallone del Jouglard, Vallone di Villaretto, Vallone di Rouen, Vallone delle Forche, Vallone della Balma, Vallone Gorgie.

### Monti
- Monte Rocciavrè, Monte Robinet, Punta Cristalliera, Monte Orsiera, Punta della Gavia, Punta Rocca Nera, Punta Malanotte, Punta Pian Paris, Becco dell'Aquila, Punta Raccias, Punta Midi o Muret, Monte Bocciarda, Monte Roussa.

## Percorsi di arrampicata

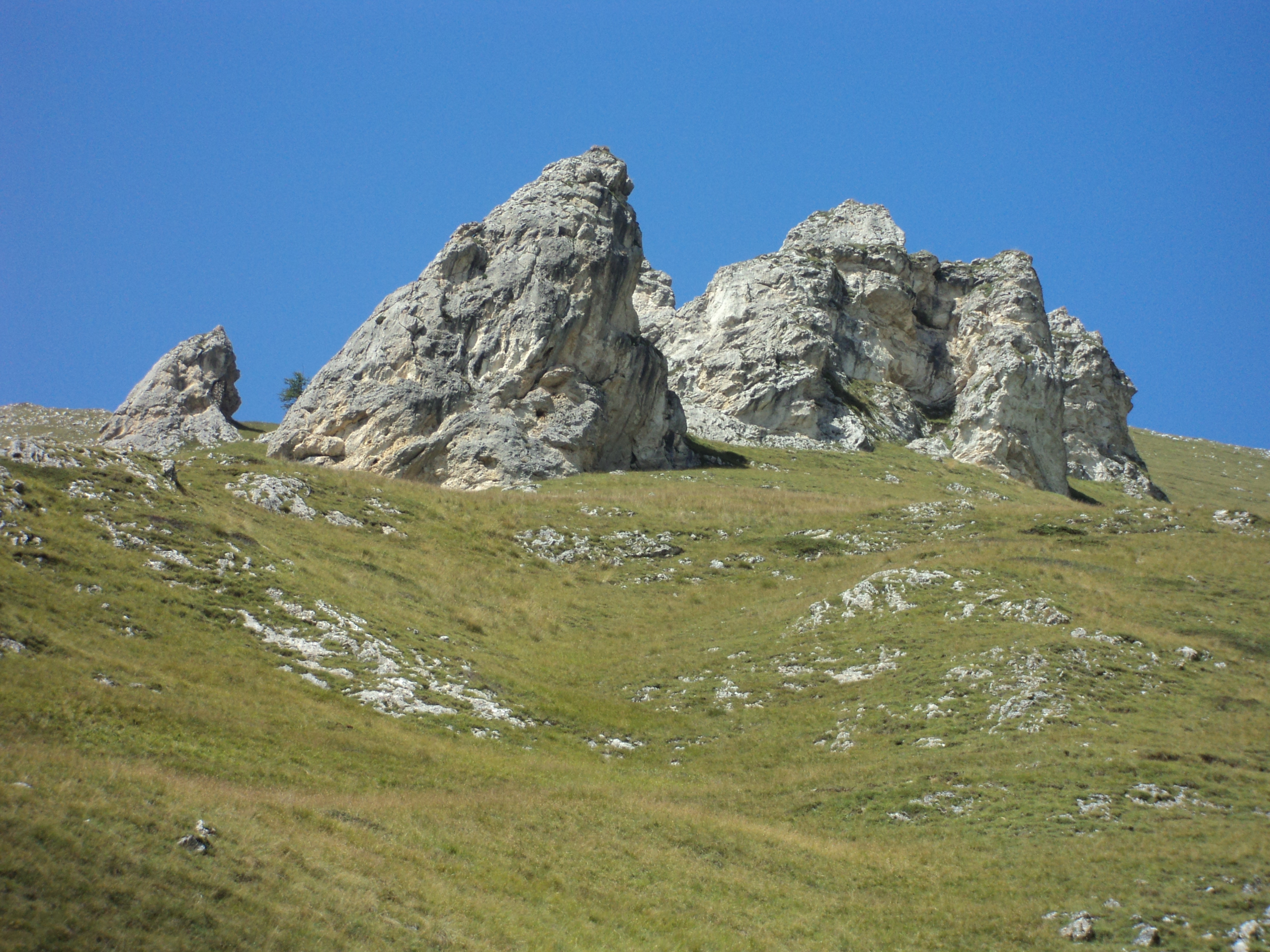
I Dodici Apostoli nel Vallone di Bourcet, percorso escursionistico ed arrampicata di Roure Chisone

Il Comune di Roure, situato nella media Val Chisone, comprende i paesi di Castel del Bosco, Roreto, Balma e Villaretto. Questa zona è caratterizzata sui due versanti della valle da numerose pareti e pilastri di roccia granitica sui quali, già a partire dagli anni 70, sono stati aperti i primi itinerari di arrampicata. Dopo un periodo di relativo abbandono, queste pareti sono state poi recentemente rivalutate dal punto di vista alpinistico con l'apertura di numerose vie nuove attrezzate in modo moderno, che hanno trasformato questa zona in un centro di arrampicata fra i più interessanti delle valli circostanti.
La comodità di accesso, la quota relativamente bassa che permette di arrampicare per quasi tutto l'anno, unite al discreto sviluppo delle vie che in alcuni casi raggiungono i 300 metri di lunghezza, sono in grado di soddisfare la maggior parte degli arrampicatori sia classici che moderni.